# Mulgravea minima
Mulgravea minima är en tvåvingeart som beskrevs av Bock 1982. Mulgravea minima ingår i släktet Mulgravea och familjen daggflugor. Inga underarter finns listade i Catalogue of Life.